# James Dudley
James Dudley (* 12. Mai 1910 in Baltimore, Maryland; † 1. Juni 2004) war ein US-amerikanischer Wrestlingmanager, der durch die WWF bekannt wurde. Dudley war der erste Afroamerikaner, der eine große US-Arena geleitet hat.

## Leben
Dudley startete seine Karriere mit der McMahon-Familie in den 1950er Jahren. Er war bis zu seinem Tod stets ein Teil der WWE. 
Anfangs war Dudley der Chauffeur von Vincent J. McMahon in den 1950er Jahren. Er wurde der erste schwarze Manager, der große Stars wie Bobo Brazil in den Ring begleitete. Er war fast 50 Jahre lang Angestellter der WWF. 1994 wurde Dudley in die WWE Hall of Fame aufgenommen. Dudley hinterließ 37 Enkel, 34 Urenkel und 16 Ururenkel.